# Jan XVIII. Mezoun z Telče
Jan XVIII. Mezoun z Telče (asi 1542 – 6. února 1578) byl v letech 1576 až 1578 biskupem olomouckým.

## Životopis
Jan Mezoun z Telče byl syn chudého krejčího. Pro své nadání získal podporu místních církevních správ a studoval v Krakově, Olomouci a posléze v Itálii. 15. května 1575 byl v Řezně vysvěcen na kněze. Krátce poté se stal děkanem olomoucké kapituly a 13. února 1576 byl zvolen biskupem. 4. května 1576 dosáhl papežského potvrzení volby a svolení ke konsekraci, která se odehrála 15.  srpna 1576 v Olomouci. V úřadě zastával tvrdé pozice proti nekatolíkům. V době svých studií v Krakově byl pod patronátem rodiny Pavlovských z Pavlovic, jejichž syn Stanislav II. Pavlovský z Pavlovic byl jeho nástupcem na biskupském stolci. Pavlovští jej tzv. erbovním strýcovstvím přijali do rodu a proto má stejný erb.
Zemřel náhle v květnu 1578, patrně jako další z obětí „biskupotravce“ Philopona. Spolu s ním zemřelo i několik jeho spolupracovníků, včetně potenciálního nadějného kandidáta na biskupský úřad, Václava Bruntálského z Vrbna. Po jeho smrti se již i v dalších částech království otevřeně mluvilo o tom, že na olomouckém biskupství řádí travič. Tento fakt už byl natolik přijímán veřejností, že kardinál Ondřej Rakouský (syn Ferdinanda Tyrolského), který se původně hodlal o úřad biskupa ucházet, na tuto snahu rezignoval a začal si hledat bezpečnější místo.